# Ивановское сельское поселение (Уватский район)
Ивано́вское се́льское поселе́ние — муниципальное образование в Уватском районе Тюменской области.
Административный центр — село Ивановка.

## Население
| 2010 | 2011 | 2012 | 2013 | 2014 | 2015 | 2016 |
| ---- | ---- | ---- | ---- | ---- | ---- | ---- |
| 821  | ↗822 | ↘817 | ↘806 | ↘797 | ↗801 | ↘788 |
| 2017 | 2018 | 2019 | 2020 | 2021 |      |      |
| ↘769 | ↗773 | ↘768 | ↘756 | ↗766 |      |      |

## Состав сельского поселения
В состав сельского поселения входят:
| № | Населённый пункт | Тип населённого пункта       | Население |
| - | ---------------- | ---------------------------- | --------- |
| 1 | Березовка        | деревня                      | 1         |
| 2 | Ивановка         | село, административный центр | 439       |
| 3 | Нагорный         | посёлок                      | 361       |
| 4 | Остров           | деревня                      | 9         |
| 5 | Ялба             | деревня                      | 4         |

1 ноября 2013 года была упразднена деревня Увал, ставшая частью села Ивановка.